# Stade Hohe-Warte
 (avril 2025).
Le stade Hohe-Warte (en allemand : Stadion Hohe Warte) est un stade omnisports situé à Vienne, dans le XIXe arrondissement, dont les clubs résidents sont le First Vienna FC 1894 et les Vikings de Vienne. Le stade dispose actuellement d'une capacité de 7 200 places.
Le stade accueille généralement des matchs de football, de football américain et de rugby à XV.

## Histoire
Depuis 1896 déjà, les matchs à domicile du club First Vienna FC se sont déroulés sur la colline de Hohe Warte, également le siège du service météorologique et de géophysique national d'Autriche (ZAMG). À peu près en même temps, un quartier de villas y a été construit, et au début du XIXe siècle, l'architecte Josef Hoffmann fonda une colonie d’artistes qui réunissait des architectes, des peintres et des sculpteurs, dont Koloman Moser et Carl Moll.
Le stade Hohe-Warte est inauguré le 19 juin 1921 ; d'une capacité de 80 000 places, il était alors le plus grand stade de football d'Europe continentale. Dans les années 1920, s'ajoutent des présentations d'opéras en plein air, dont Aida dirigé par Pietro Mascagni en 1924, et également des matchs de boxe.

## Utilisations du stade

### Événements sportifs
Le stade est l'hôte de neuf finales de Coupe d'Autriche, en 1921, 1922, 1923, 1925, 1926, 1927, 1928, 1929 et 1967.
Le 1er mai 1924, le stade accueille le combat entre le Français Georges Carpentier et le Britannique Arthur Townley qui se termine par la victoire par knock out du premier dans la deuxième reprise.

### Équipe d'Autriche
L'équipe d'Autriche de football dispute 32 rencontres au stade Hohe-Warte entre 1922 et 1932.

## Événements
- Finale de la Coupe d'Autriche en 1921, 1922, 1923, 1925, 1926, 1927, 1928, 1929 et 1967